# Corinne Cahen
Corinne Cahen, née le 16 mai 1973, est une femme politique luxembourgeoise, membre du Parti démocratique.

## Biographie
Corinne Cahen a étudié à Strasbourg (licence en Langues étrangères appliquées, section traduction spécialisée), à Nice (maîtrise en Langues étrangères appliquées, section affaires et commerce) et à Paris (DESS en journalisme bilingue français-anglais à Paris III - Sorbonne Nouvelle).
Pendant ses études, elle a travaillé pour RTL Luxembourg (télé et radio) à partir de 1992 en tant que journaliste indépendante. Après de nombreux stages et collaborations (Radio France, Associated Press, Talents, livefootball.com, etc.), elle est embauchée par l'AFP. Après des passages à Washington D.C. et à La Haye, Corinne Cahen décide de retourner au Luxembourg, où elle sera embauchée comme journaliste auprès d'RTL Radio Lëtzebuerg.
En 2000, elle décide de reprendre l'entreprise familiale Chaussures Léon, qui fut créée en 1924. Elle continuera à travailler comme journaliste indépendante pour RTL jusqu'en 2006, année de naissance de sa seconde fille.
En 2007, Corinne Cahen est élue présidente de l'Union commerciale de la Ville de Luxembourg. Elle professionnalise l'Union des commerçants de la capitale, et quitte le conseil d'administration au bout de deux mandats.
En 2013, elle se présente aux élections législatives anticipées sur la liste du Parti démocratique DP. Elle est élue à la Chambre des députés et sera assermentée le 4 décembre 2013 en tant que ministre de la famille, de l'intégration et ministre à la Grande Région dans le gouvernement Bettel-Schneider.
Corinne Cahen est à l'origine de la réforme du Congé parental, censé permettre ainsi aux jeunes parents de mieux pouvoir concilier leur vie professionnelle et leur vie familiale. Elle instaure un Congé parental beaucoup plus flexible et mieux rémunéré.
Corinne Cahen est la présidente du Parti démocratique de novembre 2015 jusqu'en juin 2022, lorsque Lex Delles lui succède à ce poste.